# Frederiek Schouwenaar
Frederiek Justine van Doesburg-Schouwenaar (Hoorn, 1980) is een Nederlands politieagente, politica en bestuurster. Ze is lid van de VVD. Sinds 1 februari 2023 is ze burgemeester van Veere.

## Jeugd, opleiding en carrière
Schouwenaar is geboren in Hoorn en opgegroeid in Castricum. Na de middelbare school is ze een jaar gaan werken en leren in Italië. Hierna heeft ze een doctoraal geschiedenis in Utrecht afgerond en ging ze naar de Politieacademie. Ze was zestien jaar werkzaam bij de Nationale Politie. Ze heeft er vele rollen  vervuld, zoals rechercheur en teamchef van basisteams. Vanaf 2021 was zij er sectorhoofd De Baronie bij de Regionale Eenheid Zeeland - West-Brabant. Daarvoor was zij er teamchef Alblasserwaard bij de Regionale Eenheid Rotterdam.

## Politieke carrière
Schouwenaar was van maart 2014 tot januari 2017 gemeenteraadslid namens de VVD in Gorinchem. Zij had zich gekandideerd voor de kandidatenlijst van de VVD voor de Tweede Kamerverkiezingen van 2017. In november 2016 trok zij echter op het laatste moment haar kandidatuur in wegens promotie bij de Nationale Politie. Ze werd op 17 november 2022 door de gemeenteraad van Veere voorgedragen als nieuwe burgemeester. Op 23 januari 2023 werd bekend dat zij is benoemd bij koninklijk besluit met ingang van 1 februari dat jaar. Op 2 februari dat jaar vond de installatie en beëdiging plaats.
Schouwenaar heeft als burgemeester van Veere openbaar bestuur, openbare orde en veiligheid, brandweer, bestuurlijke integriteit, samenwerking (wettelijke bevoegdheid) met focus op de gemeenten Vlissingen, Middelburg en Schouwen-Duiveland, communicatie en voorlichting en stads- en dorpsraden in haar portefeuille. Namens Veere is zij lid van het algemeen bestuur van de Veiligheidsregio Zeeland, lid van het algemeen en dagelijks bestuur van het Zeeuws Archief en bestuurlijke trekker thema ‘veilige publieke taak’ van de Zeeuwse norm weerbare overheid. Daarnaast is zij voorzitter van de plaatselijke commissie van de KNRM reddingsstations Veere en Westkapelle en beschermvrouwe van het Zeekadetkorps.
Met ingang van 10 november 2023 werd Jon Hermans-Vloedbeld benoemd tot waarnemend burgemeester van Veere wegens zwangerschaps- en bevallingsverlof van Schouwenaar. Hermans-Vloedbeld begon echter al op 8 november dat jaar. Op 14 maart 2024 nam Hermans-Vloedbeld afscheid van Veere en ging Schouwenaar weer aan de slag.

## Privéleven
Schouwenaar is gehuwd en heeft drie zoons. In haar vrije tijd houdt zij van sport en muziek. Zij is een dochter van politicus Koos Schouwenaar en een kleindochter van politicus Arie Jan Schouwenaar en politica Jo Schouwenaar-Franssen.